# Furcraea selloana
Furcraea selloana ist eine Pflanzenart aus der Gattung Furcraea in der Unterfamilie der Agavengewächse (Agavoideae). Das Artepitheton selloa ehrt den deutschen Gärtner, Botaniker und Forschungsreisenden Friedrich Sello.

## Beschreibung
Furcraea selloana bildet 90 bis 155 Zentimeter hohe Stämme aus. Die zahlreichen ausgebreiteten, schmal lanzettlichen bis schwertförmigen Laubblätter verschmälern sich zu ihrer Basis hin stark. Ihre etwas glänzend dunkelgrüne, konkave und zurückgebogene oder gefaltete, sehr raue Blattspreite ist etwa 100 bis 125 Zentimeter lang und 7 bis 10 Zentimeter breit. Die gehakten braunen Randzähne sind unterschiedlich gebogen. Sie sind 5 bis 6,5 Millimeter lang und stehen etwa 3,3 bis 4 Zentimeter voneinander entfernt.
Der locker verzweigte, kahle Blütenstand erreicht eine Höhe von bis zu 6 Meter und trägt reichlich Bulbillen. Die Blüten weisen eine Länge von 40 bis 65 Millimeter auf. Ihre Perigonblätter sind etwa 25 Millimeter lang. Der Fruchtknoten weist eine Länge von etwa 17 Millimeter auf. 
Früchte und Samen sind nicht beschrieben.

## Systematik und Verbreitung
Verbreitungsgebiet von Furcraea selloana ist nicht genau bekannt. Die Art wurde anhand von kultiviertem Material beschrieben, das allem Anschein nach aus Quetzaltenango in Guatemala stammt. Nach R. Govaerts ist sie in Kolumbien und Ecuador beheimatet.
Die Erstbeschreibung durch Karl Heinrich Koch wurde 1860 veröffentlicht. Furcraea selloana wird in der Gattung in die Sektion Furcraea eingeordnet.
Synonyme sind Furcraea selloa var. edentata Trel. (ohne Jahr), Furcraea selloa f. edentata (Trel.) H.Jacobsen (1954, nom. inval. ICBN-Artikel 33.2), Furcraea selloa var. marginata Trel. (ohne Jahr), Agave cubensis var. striata hort. (ohne Jahr, nom. inval. ICBN-Artikel 29.1), Furcraea flavoviridis Hook. (1860), Furcraea lindenii Jacobi (1869), Furcraea lindenii André (1874, nom. illeg. ICBN-Artikel 53.1), Furcraea cubensis var. lindenii (André) Hort. Kew (1897) und Furcraea tuberosa Franceschi (1900, nom. illeg. ICBN-Artikel 53.1).

## Nachweise